# Specie di Senna
Elenco delle specie di Senna:

## A

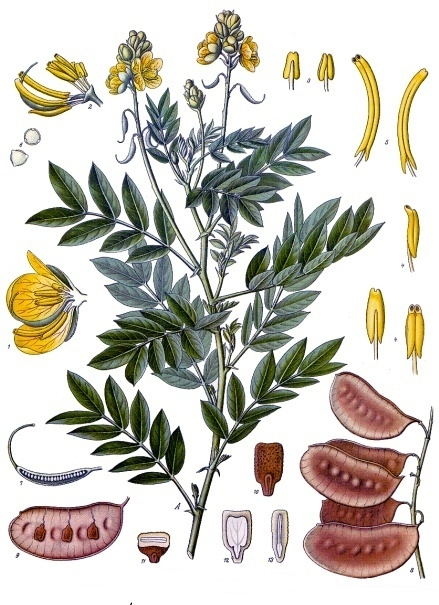
Senna alexandrina

- Senna acanthoclada (Griseb.) H.S.Irwin & Barneby
- Senna acatlanensis C.Rojas-Mart. & A.Delgado
- Senna acclinis (F.Muell.) Randell
- Senna aciphylla (Benth. ex A.Gray) Randell
- Senna aculeata (Pohl ex Benth.) H.S.Irwin & Barneby
- Senna acunae (Borhidi) A.Barreto & Yakovlev
- Senna acuparata H.S.Irwin & Barneby
- Senna acuruensis (Benth.) H.S.Irwin & Barneby
- Senna acutisepala (Benth.) H.S.Irwin & Barneby
- Senna affinis (Benth.) H.S.Irwin & Barneby
- Senna alata (L.) Roxb.
- Senna alexandrina Mill.
- Senna andrieuxii (Benth.) H.S.Irwin & Barneby
- Senna angulata (Vogel) H.S.Irwin & Barneby
- Senna angustisiliqua (Lam.) H.S.Irwin & Barneby
- Senna ankaranensis Du Puy & R.Rabev.
- Senna anthoxantha (Capuron) Du Puy
- Senna aphylla (Cav.) H.S.Irwin & Barneby
- Senna apiculata (M.Martens & Galeotti) H.S.Irwin & Barneby
- Senna appendiculata (Vogel) Wiersema
- Senna apsidoneura (H.S.Irwin & Barneby) H.S.Irwin & Barneby
- Senna araucarietorum H.S.Irwin & Barneby
- Senna argentea (Kunth) H.S.Irwin & Barneby
- Senna arida (Rose) H.S.Irwin & Barneby
- Senna aristeguietae H.S.Irwin & Barneby
- Senna armata (S.Watson) H.S.Irwin & Barneby
- Senna arnottiana (Hook.) H.S.Irwin & Barneby
- Senna artemisioides (Gaudich. ex DC.) Randell
- Senna atomaria (L.) H.S.Irwin & Barneby
- Senna aurantia (Ruiz & Pav. ex G.Don) H.S.Irwin & Barneby
- Senna auriculata (L.) Roxb.
- Senna aversiflora (Herb.) H.S.Irwin & Barneby
- Senna aymara H.S.Irwin & Barneby

## B
```
   Senna baccarinii (Chiov.) Lock
   Senna bacillaris (L.f.) H.S.Irwin & Barneby
   Senna bahiensis A.G.Lima & V.C.Souza
   Senna barclayana (Sweet) Randell
   Senna barnebyana Lass.
   Senna barronfieldii (Colla) Hewson
   Senna bauhinioides (A.Gray) H.S.Irwin & Barneby
   Senna benitoensis (Britton & P.Wilson) H.S.Irwin & Barneby
   Senna bicapsularis (L.) Roxb.
   Senna biglandularis A.O.Araujo & V.C.Souza
   Senna birostris (Dombey ex Vogel) H.S.Irwin & Barneby
   Senna bosseri Du Puy & R.Rabev.
   Senna bracteosa D.B.O.S.Cardoso & L.P.Queiroz
   Senna brongniartii (Gaudich.) H.S.Irwin & Barneby
   Senna burkartiana (Villa) H.S.Irwin & Barneby
```

## C
```
   Senna cajamarcae H.S.Irwin & Barneby
   Senna cana (Nees & Mart.) H.S.Irwin & Barneby
   Senna candolleana (Vogel) H.S.Irwin & Barneby
   Senna cardiosperma (F.Muell.) Randell
   Senna catingae (Harms) L.P.Queiroz
   Senna caudata (Standl.) H.S.Irwin & Barneby
   Senna cearensis Afr.Fern.
   Senna centranthera H.S.Irwin & Barneby
   Senna cernua (Balb.) H.S.Irwin & Barneby
   Senna chapmanii (Isely) A.Barreto & Yakovlev
   Senna charlesiana (Symon) Randell
   Senna chloroclada (Harms) H.S.Irwin & Barneby
   Senna chrysocarpa (Desv.) H.S.Irwin & Barneby
   Senna circinnata (Benth.) Randell
   Senna cladophylla (W.Fitzg.) Randell
   Senna clavigera (Domin) Randell
   Senna cobanensis (Britton) H.S.Irwin & Barneby
   Senna coimbrae M.Nee & Barneby
   Senna collicola H.S.Irwin & Barneby
   Senna confinis (Greene) H.S.Irwin & Barneby
   Senna corifolia (Benth.) H.S.Irwin & Barneby
   Senna cornigera H.S.Irwin & Barneby
   Senna coronilloides (Benth.) Randell
   Senna corymbosa (Lam.) H.S.Irwin & Barneby
   Senna costata (J.F.Bailey & C.T.White) Randell
   Senna covesii (A.Gray) H.S.Irwin & Barneby
   Senna crassiramea (Benth.) H.S.Irwin & Barneby
   Senna crotalarioides (Kunth) H.S.Irwin & Barneby
   Senna cruckshanksii (Hook.) H.S.Irwin & Barneby
   Senna cuatrecasasii H.S.Irwin & Barneby
   Senna cumingii (Hook. & Arn.) H.S.Irwin & Barneby
   Senna curvistyla (J.M.Black) Randell
   Senna cushina (J.F.Macbr.) H.S.Irwin & Barneby
   Senna cuthbertsonii (F.Muell.) Randell
```

## D
```
   Senna dardanoi Afr.Fern. & P.Bezerra
   Senna dariensis (Britton & Rose) H.S.Irwin & Barneby
   Senna davidsonii (V.Singh) V.Singh
   Senna demissa (Rose) H.S.Irwin & Barneby
   Senna didymobotrya (Fresen.) H.S.Irwin & Barneby
   Senna divaricata (Nees & Blume) Lock
   Senna domingensis (Spreng.) H.S.Irwin & Barneby
   Senna durangensis (Rose) H.S.Irwin & Barneby
```

## E
```
   Senna ellisiae (Brenan) Lock
```

## F
```
   Senna ferraria (Symon) Randell
   Senna flexuosa (Randell) Randell
   Senna × floribunda (Cav.) H.S.Irwin & Barneby
   Senna foetidissima (Ruiz & Pav. ex G.Don) H.S.Irwin & Barneby
   Senna formosa H.S.Irwin & Barneby
   Senna fruticosa (Mill.) H.S.Irwin & Barneby
```

## G
```
   Senna galeottiana (M.Martens) H.S.Irwin & Barneby
   Senna gardneri (Benth.) H.S.Irwin & Barneby
   Senna garrettiana (Craib) H.S.Irwin & Barneby
   Senna gaudichaudii (Hook. & Arn.) H.S.Irwin & Barneby
   Senna georgica H.S.Irwin & Barneby
   Senna glaucifolia (Randell) Randell
   Senna glutinosa (DC.) Randell
   Senna goniodes (A.Cunn. ex Benth.) Randell
   Senna gossweileri (Baker f.) Lock
   Senna guatemalensis (Donn.Sm.) H.S.Irwin & Barneby
   Senna gundlachii (Urb.) H.S.Irwin & Barneby
```

## H
```
   Senna hamersleyensis (Symon) Randell
   Senna harleyi H.S.Irwin & Barneby
   Senna haughtii (J.F.Macbr.) H.S.Irwin & Barneby
   Senna hayesiana (Britton & Rose) H.S.Irwin & Barneby
   Senna hebecarpa (Fernald) H.S.Irwin & Barneby
   Senna heptanthera Randell
   Senna herzogii (Harms) H.S.Irwin & Barneby
   Senna hilariana (Benth.) H.S.Irwin & Barneby
   Senna hirsuta (L.) H.S.Irwin & Barneby
   Senna holosericea (Fresen.) Greuter
   Senna holwayana (Rose) H.S.Irwin & Barneby
   Senna hookeriana Batke
   Senna huancabambae (Harms) H.S.Irwin & Barneby
   Senna huidobriana (Phil.) Zoellner & San Martin
   Senna huilana (Britton & Rose) H.S.Irwin & Barneby
   Senna humifusa (Brenan) Lock
```

## I
```
   Senna incarnata (Benth.) H.S.Irwin & Barneby
   Senna insularis (Britton & Rose) H.S.Irwin & Barneby
   Senna intermedia (B.D.Sharma, Vivek. & Rathakr.) V.Singh
   Senna italica Mill.
   Senna itatiaiae H.S.Irwin & Barneby
```

## J
```
   Senna juchitanensis Saynes & R.Torres
```

## K
```
   Senna koelziana H.S.Irwin & Barneby
   Senna kuhlmannii Hoehne
   Senna kurtzii (Harms) H.S.Irwin & Barneby
```

## L
```
   Senna lactea (Vatke) Du Puy
   Senna lasseigniana H.S.Irwin & Barneby
   Senna latifolia (G.Mey.) H.S.Irwin & Barneby
   Senna leandrii (Ghesq.) Du Puy
   Senna lechriosperma H.S.Irwin & Barneby
   Senna leiophylla (Vogel) H.S.Irwin & Barneby
   Senna leptoclada (Benth.) Randell
   Senna ligustrina (L.) H.S.Irwin & Barneby
   Senna lindheimeriana (Scheele) H.S.Irwin & Barneby
   Senna longiglandulosa (Benth.) H.S.Irwin & Barneby
   Senna longiracemosa (Vatke) Lock
   Senna loretensis (Killip) H.S.Irwin & Barneby
   Senna lourteigiana H.S.Irwin & Barneby
```

## M
```
   Senna macranthera (DC. ex Collad.) H.S.Irwin & Barneby
   Senna macrophylla (Kunth) H.S.Irwin & Barneby
   Senna magnifolia (F.Muell.) Randell
   Senna malaspinae H.S.Irwin & Barneby
   Senna mandonii (Benth.) H.S.Irwin & Barneby
   Senna manicula (Symon) Randell
   Senna marilandica (L.) Link
   Senna martiana (Benth.) H.S.Irwin & Barneby
   Senna mensicola (H.S.Irwin & Barneby) H.S.Irwin & Barneby
   Senna meridionalis (R.Vig.) Du Puy
   Senna mexicana (Jacq.) H.S.Irwin & Barneby
   Senna mollissima (Humb. & Bonpl. ex Willd.) H.S.Irwin & Barneby
   Senna monilifera H.S.Irwin & Barneby
   Senna monozyx (H.S.Irwin & Barneby) H.S.Irwin & Barneby
   Senna montana (B.Heyne ex Roth) V.Singh
   Senna morongii (Britton) H.S.Irwin & Barneby
   Senna mucronifera (Mart. ex Benth.) H.S.Irwin & Barneby
   Senna multifoliolata (Paul G.Wilson) H.S.Irwin & Barneby
   Senna multiglandulosa (Jacq.) H.S.Irwin & Barneby
   Senna multijuga (Rich.) H.S.Irwin & Barneby
   Senna mutisiana (Kunth) H.S.Irwin & Barneby
```

## N
```
   Senna nana (Benth.) H.S.Irwin & Barneby
   Senna neglecta (Vogel) H.S.Irwin & Barneby
   Senna nicaraguensis (Benth.) H.S.Irwin & Barneby
   Senna nitida (Rich.) H.S.Irwin & Barneby
   Senna notabilis (F.Muell.) Randell
   Senna nudicaulis (Burkart) H.S.Irwin & Barneby
```

## O
```
   Senna obliqua (G.Don) H.S.Irwin & Barneby
   Senna oblongifolia (Vogel) H.S.Irwin & Barneby
   Senna obtusifolia (L.) H.S.Irwin & Barneby
   Senna occidentalis (L.) Link
   Senna oligoclada (F.Muell.) Randell
   Senna orcuttii (Britton & Rose) H.S.Irwin & Barneby
   Senna organensis (Glaz. ex Harms) H.S.Irwin & Barneby
   Senna oxyphylla (Kunth) H.S.Irwin & Barneby
```

## P
```
   Senna pachyrrhiza (L.Bravo) H.S.Irwin & Barneby
   Senna pallida (Vahl) H.S.Irwin & Barneby
   Senna papillosa (Britton & Rose) H.S.Irwin & Barneby
   Senna paposana (Phil.) Zoellner & San Martin
   Senna paradictyon (Vogel) H.S.Irwin & Barneby
   Senna paraensis (Ducke) H.S.Irwin & Barneby
   Senna pendula (Humb. & Bonpl. ex Willd.) H.S.Irwin & Barneby
   Senna pentagonia (Mill.) H.S.Irwin & Barneby
   Senna peralteana (Kunth) H.S.Irwin & Barneby
   Senna perrieri (R.Vig.) Du Puy
   Senna petersiana (Bolle) Lock
   Senna phlebadenia H.S.Irwin & Barneby
   Senna phyllodinea (R.Br.) Symon
   Senna pilifera (Vogel) H.S.Irwin & Barneby
   Senna pilocarina (Symon) Randell
   Senna pilosior (B.L.Rob.) H.S.Irwin & Barneby
   Senna pinheiroi H.S.Irwin & Barneby
   Senna pistaciifolia (Kunth) H.S.Irwin & Barneby
   Senna planitiicola (Domin) Randell
   Senna pleurocarpa (F.Muell.) Randell
   Senna pluribracteata F.S.Souto & R.T.Queiroz
   Senna pneumatica H.S.Irwin & Barneby
   Senna podocarpa (Guill. & Perr.) Lock
   Senna polyantha (Collad.) H.S.Irwin & Barneby
   Senna polyphylla (Jacq.) H.S.Irwin & Barneby
   Senna praeterita H.S.Irwin & Barneby
   Senna procumbens Randell
   Senna pumilio (A.Gray) H.S.Irwin & Barneby
   Senna punoensis Lass.
   Senna purpusii (Brandegee) H.S.Irwin & Barneby
```

## Q
```
   Senna quinquangulata (Rich.) H.S.Irwin & Barneby
```

## R
```
   Senna racemosa (Mill.) H.S.Irwin & Barneby
   Senna reniformis (G.Don) H.S.Irwin & Barneby
   Senna reticulata (Willd.) H.S.Irwin & Barneby
   Senna rigidicaulis (Burkart ex L.Bravo) H.S.Irwin & Barneby
   Senna ripleyana (H.S.Irwin & Barneby) H.S.Irwin & Barneby
   Senna rizzinii H.S.Irwin & Barneby
   Senna robiniifolia (Benth.) H.S.Irwin & Barneby
   Senna roemeriana (Scheele) H.S.Irwin & Barneby
   Senna rostrata (Mart.) H.S.Irwin & Barneby
   Senna rugosa (G.Don) H.S.Irwin & Barneby
   Senna ruiziana (G.Don) H.S.Irwin & Barneby
   Senna rupununiensis H.S.Irwin & Barneby
   Senna ruspolii (Chiov.) Lock
```

## S
```
   Senna saeri (Pittier) H.S.Irwin & Barneby
   Senna sandwithiana H.S.Irwin & Barneby
   Senna santanderensis (Britton & Killip) H.S.Irwin & Barneby
   Senna scabriuscula (Vogel) H.S.Irwin & Barneby
   Senna scandens (G.Don) H.S.Irwin & Barneby
   Senna septemtrionalis (Viv.) H.S.Irwin & Barneby
   Senna sericea (Symon) Albr. & Symon
   Senna siamea (Lam.) H.S.Irwin & Barneby
   Senna silvestris (Vell.) H.S.Irwin & Barneby
   Senna singueana (Delile) Lock
   Senna skinneri (Benth.) H.S.Irwin & Barneby
   Senna smithiana (Britton & Rose) H.S.Irwin & Barneby
   Senna sophera (L.) Roxb.
   Senna sousana H.S.Irwin & Barneby
   Senna spectabilis (DC.) H.S.Irwin & Barneby
   Senna spinescens (Hoffmanns. ex Vogel) H.S.Irwin & Barneby
   Senna spiniflora (Burkart) H.S.Irwin & Barneby
   Senna spinigera (Rizzini) H.S.Irwin & Barneby
   Senna splendida (Vogel) H.S.Irwin & Barneby
   Senna stenophylla (Britton) H.S.Irwin & Barneby
   Senna stipulacea (Aiton) H.S.Irwin & Barneby
   Senna stowardii (S.Moore) Randell
   Senna stricta (Randell) Randell
   Senna suarezensis (Capuron) Du Puy
   Senna subtrijuga H.S.Irwin & Barneby
   Senna subulata (Griseb.) H.S.Irwin & Barneby
   Senna sulfurea (DC. ex Collad.) H.S.Irwin & Barneby
   Senna surattensis (Burm.f.) H.S.Irwin & Barneby
   Senna symonii (Randell) Randell
```

## T
```
   Senna talpana H.S.Irwin & Barneby
   Senna tapajozensis (Ducke) H.S.Irwin & Barneby
   Senna tenuifolia (Vogel) H.S.Irwin & Barneby
   Senna timoriensis (DC.) H.S.Irwin & Barneby
   Senna tocotana (Rose ex Britton & Killip) Silverst.
   Senna tonduzii (Standl.) H.S.Irwin & Barneby
   Senna tora (L.) Roxb.
   Senna trachypus (Mart. ex Benth.) H.S.Irwin & Barneby
   Senna trianae H.S.Irwin & Barneby
   Senna trolliiflora H.S.Irwin & Barneby
   Senna tropica (Vell.) H.S.Irwin & Barneby
   Senna truncata (Brenan) Lock
   Senna tuhovalyana (Aké Assi) Lock
```

## U
```
   Senna uncata H.S.Irwin & Barneby
   Senna undulata (Benth.) H.S.Irwin & Barneby
   Senna uniflora (Mill.) H.S.Irwin & Barneby
   Senna unijuga (Rose) H.S.Irwin & Barneby
   Senna urmenetae (Phil.) H.S.Irwin & Barneby
```

## V
```
   Senna vargasii (Schery) H.S.Irwin & Barneby
   Senna velutina (Vogel) H.S.Irwin & Barneby
   Senna venusta (F.Muell.) Randell
   Senna versicolor (Meyen ex Vogel) H.S.Irwin & Barneby
   Senna viarum (Little) H.S.Irwin & Barneby
   Senna viciifolia (Benth.) H.S.Irwin & Barneby
   Senna viguierella (Ghesq.) Du Puy
   Senna villosa (Mill.) H.S.Irwin & Barneby
   Senna viminea (L.) H.S.Irwin & Barneby
```

## W
```
   Senna weddelliana H.S.Irwin & Barneby
   Senna williamsii (Britton & Rose) H.S.Irwin & Barneby
   Senna wislizeni (A.Gray) H.S.Irwin & Barneby
   Senna wurdackii H.S.Irwin & Barneby
```